# Павел Стефан Сапіга
Павел Стефан Богданович Сапіга гербу Лис (нар. 1565 — пом. 19 липня 1635, Гольшани) — державний діяч Великого князівства Литовського та Речі Посполитої, конюший великий литовський (1593—1623), підканцлер литовський (1623—1635); староста гродовий тельшеський, ошмянський і гомельський; негродовий кам'янецький, василіський, сімнонський, метельський, ґераньонський і ліпніський.

## Життєпис
Павел Стефан народився 1565 року. Був сином Богдана Павловича Сапіги та княгині Маріанни Капусти, доньки брацлавського каштеляна та овруцького старости, князя Андрія Тимофійовича Капусти. Мав 2 братів і 3 сестер: Міколая Кшиштофа, Анджея Єжи, Раїну, Софію Агату та Барбару Василісу.
Навчався Павел Стефан Сапіга в Віленській академії. 1580 року був представлений королю Стефану Баторію, став його придворним камердинером. З 1588 року він був господарським придворним короля Сигізмунда III. 25 червня 1593 року, завдяки підтримці родича Льва Сапіги, отримав посаду конюшого великого литовського. З 1596 року став старостою ошмянським. 1598 року був обраний маршалком Головного трибуналу Великого князівства Литовського. 1600 року був послом на сейм, того ж року здійснив паломництво до Риму для святкування ювілейного року, під час якого був прийнятий папою Климентом VIII. 1603 року отримав від тещі держави Сімно та Метеле. 1605 року знову був послом на сейм.
Павел Стефан взяв участь у Смоленській кампанії 1609—1611, за свій кошт спорядив велику кількість кавалерії та піхоти. Під час облоги цього міста був контужений, втратив руку. За ці заслуги отримав 1610 року Гомельське староство. Протягом наступних років двічі обирався послом на сейм: 1611 та 1619 року. На початку чергової польсько-шведської війни 1621 року спорядив загін з 50 піхотинців і відправив їх під командування польного гетьмана литовського Кшиштофа Радзивілла.
14 лютого 1623 року отримав посаду підканцлера литовського. 1627 року підтримав пропозицію короля щодо зниження вартості польських талерів i дукатів з метою запобігання їх вивезення за кордон. Близько 1631 року отримав негродове Кам'янецьке староство, також Василіське з Бірштонським, Заболотським, Дубицьким і Конявським лісництвами. 1632 року запропонував провести переговори зі шведським королем Густавом Адольфом, вбачаючи реальну загрозу Речі Посполитій у московсько-шведському зближенні.
Перебував біля короля Сигізмунда III протягом останніх днів його життя. Був членом генеральної конфедерації, утвореної 16 липня 1632 року. Брав участь у таємних нарадах сенату під головуванням примаса Яна Венжика 2-5 травня 1632 року, а також у подальшій виборчій діяльності, включно з коронацією Владислава IV у лютому 1633 року, підписав його pacta conventa. У липні 1633 року слідував з королем під Смоленськ, проте, залишив табір через слабке здоров'я. Як найстарший живий Сапіга викликав до королівського табору сина померлого кілька місяців тому великого канцлера литовського Лева Сапіги, Казимира Лева, щоб останній очолив партію Сапігів. Цього року отримав Ґераньонське та Ліпніське негродові староства, а також Біловезьке лісництво.
З початку 1634 року перебував у своєму замку в Гольшанах, важко хворів. Під час хвороби двічі ширилися плітки про його смерть, що призвело до надання його посад королем потенційним наступникам. Після другого разу Павел Стефан прибув у лютому 1635 року до Варшави аби припинити ці передчасні дії. У останньому заповіті заповів своїй останній дружині Софії Гольшани з декількома фільварками, інші маєтності записав братові Міколаю Кшиштофові та його синам із застереженням, що вони повинні успадковуватися Сапігами тільки по чоловічій лінії.
Проте, 19 липня цього ж року Павел Стефан Сапіга помер у Гольшанах, 24 вересня був похований у фундованому ним костелі Святого Івана Хрестителя, де раніше був виготовлений мармуровий надгробок для нього та його трьох дружин.

## Фундації
1618 року побудував у Гольшанах костел Святого Івана Хрестителя та заснував при ньому францисканський кляштор. 1624 року оселив у Тельшах бернардинів і збудував для них дерев'яний костел святого Антонія Падуанського. Також, фундував костели у Сімно та у Гомелі.

## Сім'я
Був 4 рази одружений. З першою дружиною Реґіною Дибовською взяв шлюб 1599 року, спільних дітей не мали. Вдруге одружився 1602 року на Єлизаветі Вешшелен'ї (пом. 1615), доньці угорського палатина Ференца Вешшелен'ї. З нею мали трьох доньок — Євдок(с)ію, яка стала черницею-василіянкою у Вільні, прийнявши ім'я Катерина; Теофілу, яка стала черницею-кларискою у Вільні під ім'ям Текля; та Кристину — дружину підстолія литовського Яна Ієроніма Ходкевича.
1618 року одружився втретє зі вдовою хорунжого литовського Андрія Воловича Катажиною Ґославською. 1630 року востаннє одружився з донькою підскарбія коронного Миколая Даниловича Софією. У останніх двох шлюбах дітей не мав.

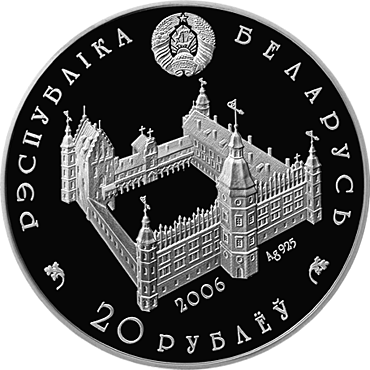
Замок у Гольшанах часів Сапіг на білоруській монеті
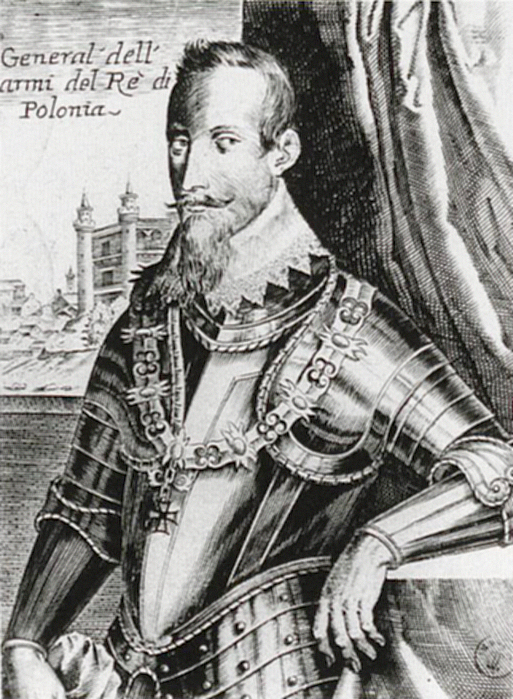
Портрет близько 1620 року.
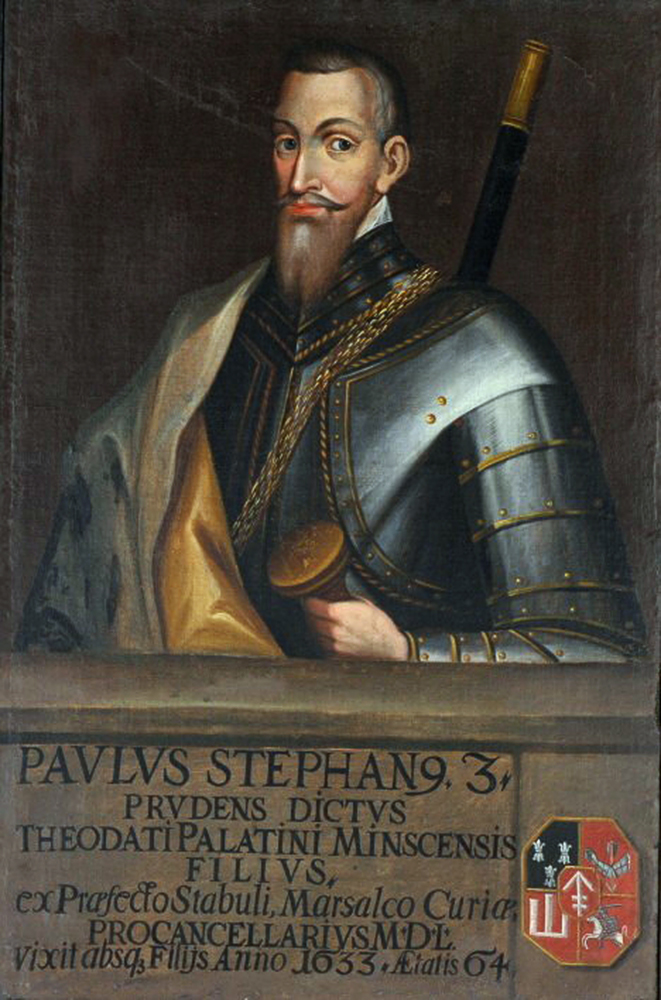
Портрет 1709 року.
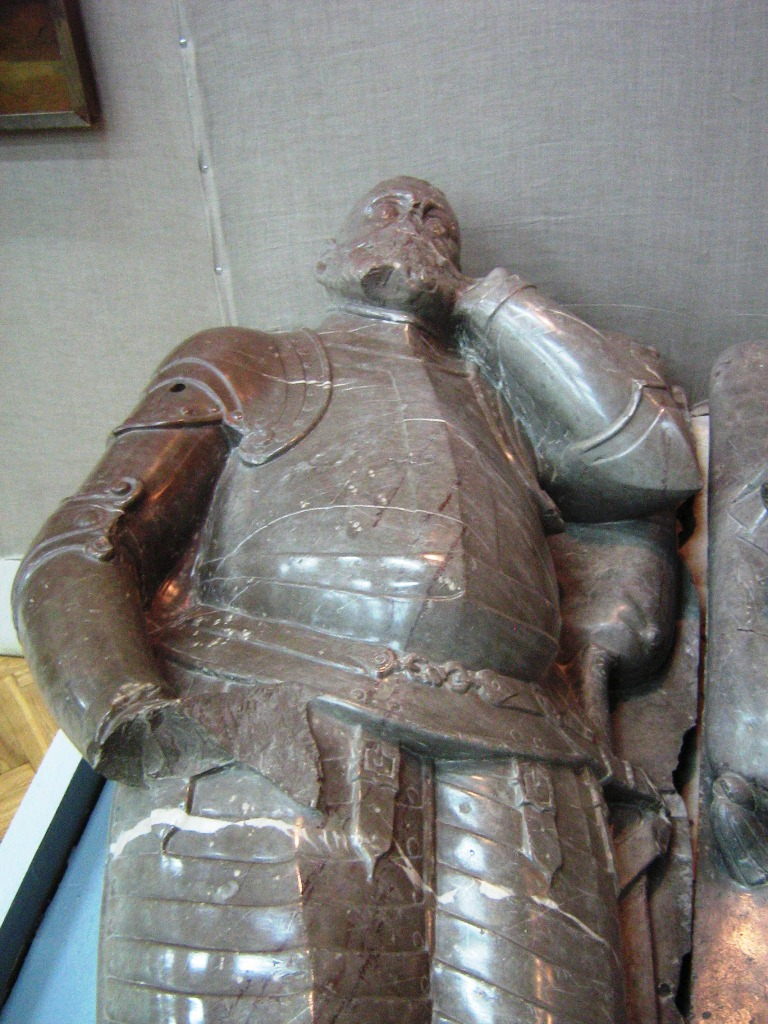
Фігура з надгробку
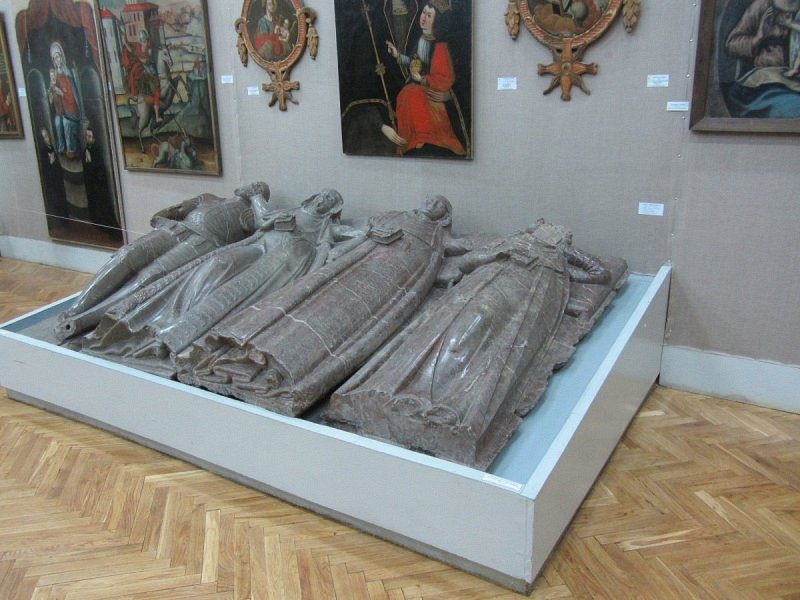
Залишки надгробку